# 涂喬芳
涂喬芳（16世紀—17世紀），字楊周，號芝室，福建泉州府晋江县人，明朝政治人物。同进士出身。

## 生平
七月三十日生，治易经。萬曆二十二年（1594年）甲午科福建乡试第三十七名举人，二十三年（1595年）乙未科會試第一百六十二名，廷試三甲第二百三十一名进士。大理寺觀政，二十五年四月初授行人司行人，擢户部主事，由户部郎中出任临江府知府一职。三十九年京察不及格，隔年降任两淮运判。

## 家族
曾祖涂文燦。祖涂世澄。父涂俊。母邵氏。具庆下。兄涂乔远（庠生）、乔寅。弟乔秀、乔龙、乔祯。娶陈氏，子萬鰲、萬杰。